# هنیلای و هسینای
هنیلای و هسینای (عبری: חנילאי וחסינאי) دو رؤسای بابلی - یهودی سارق امپراتوری اشکانی بودند که جوزفوس از سوء استفاده‌های آنها گزارش کرده بود.
آنها توسط مادر بیوه خود نزد یک بافنده به شاگردی مشغول شدند. آنها که به دلیل تنبلی توسط اربابشان مجازات شده بودند، فرار کردند و در باتلاق‌های فرات مفت خوار شدند. در آنجا تعداد زیادی از یهودیان ناراضی را در اطراف خود جمع کردند، سپاهی را سازماندهی کردند، و کمک‌های اجباری را از چوپانان وضع کردند، و سرانجام یک دولت سارقین کوچک در دوشاخه فرات ایجاد کردند.
یک روز شنبه (شبات) آنها توسط حاکم اشکانی بابل غافلگیر شدند، اما تصمیم گرفتند بدون توجه به حرمت روز شبات (استراحت) بجنگند و مهاجم خود را چنان کاملاً شکست دادند که پادشاه اشکانی آرتابانوس سوم (۱۰–۴۰ پس از میلاد) که در آن زمان مشغول قرار دادن بود. شورش را سرکوب کرد و تصمیم گرفت از چنین یهودیان شجاعی برای کنترل ساتراپ‌ها استفاده کند. او با آنها اتحاد منعقد کرد و کنترل آن قسمت از بابل را که قبلاً اشغال کرده بود به آنها سپرد.
آنها سپس استحکاماتی ساختند، و دولت کوچک آنها به مدت پانزده سال دوام آورد (حدود ۱۸–۳۳). سقوط آن با ازدواج هنیلای با بیوه یک سردار اشکانی که در جنگ به او حمله کرده و کشته شده بود، حاصل شد. او با مذهب همسر بیگانه خود مدارا کرد و با سختگیری با نابردباری مذهبی مردمش برخورد کرد و بدین ترتیب برخی از پیروان خود را از خود دور کرد و بین آنها اختلاف افکنی کرد.
پس از اینکه هسینای توسط همسر برادرش به دلیل اظهارات نابردبارش مسموم شد، هنیلای رهبری نیروهایش را بر عهده گرفت. او سعی کرد با جنگ آنها را منحرف کند و موفق شد میتریداتس، فرماندار پارتی و داماد شاه را دستگیر کند. با این حال، او به زودی میتریداتس را آزاد کرد، زیرا می‌ترسید که آرتابان ممکن است انتقام مرگ او را از یهودیان بابلی بگیرد. او که در درگیری بعدی به‌طور مشخص توسط میتریداتس شکست خورد، مجبور شد به جنگل‌ها عقب‌نشینی کند، جایی که با غارت روستاهای بابلی در اطراف نهاردیا زندگی می‌کرد، تا زمانی که منابعش تمام شد و دولت کوچک او ناپدید شد.
نارضایتی بابلی‌ها از یهودیان، که تا کنون به دلیل ترس آنها از هنیلای مهار شده بود، اکنون دوباره بروز کرد و باعث شد یهودیان از آزار و اذیت به سلوکیه فرار کنند، بدون اینکه در تبعید نیز آرامش مورد نظر را بیابند.